# اتحاد وادي العثمانية
.
 اتحاد وادي العثمانية  هو نادي كرة قدم جزائري يتخذ مدينة وادي العثمانية بولاية ميلة التي تقع شمال شرق الجزائر مقرا لها.
يلعب النادي حاليا في دوري شرفي ميلة، ويعتبر النادي رقم واحد في مدينة وادي العثمانية. تأسس النادي في عام 1947 وكان الأول في المدينة ذلك الوقت.

## الملعب
اتحاد وادي العثمانية يمتلك ملعب في بلدية وادي العثمانية بالقرب من المكتبة البلدية وثانوية معركة عين فوة وعمارات «لاكناب» ومصنع الحليب "Grouz".
الملعب البلدي، الذي يحمل اسم ملعب الشهيد بحري مبارك وهو الملعب الأكبر بالبلدية.
أرضية الملعب مصنوعة من عشب إصطناعي ومدرجات من الجهة اليسرى للملعب، أرضية الملعب في السابق كانت مصنوعة من الرمل.

## المشجعين
مشجعي نادي اتحاد وادي العثمانية يطلقون على أنفسهم اسم «لوكا بويز» أو "Loca Boys" فهم كغيرهم من مشجعي كرة القدم في الجزائر محبين ووفيين لأنديتهم، هكذا حال ال«لوكا بويز» فهم يذهبون أينما ارتحل النادي وحل.

## الزي والألوان
يتخذ نادي اتحاد وادي العثمانية من اللون «الأحمر» شعارا لهم مما جعل مشجعي النادي يطلقون عليه اسم «الحمراء» وهو أحد الألوان المميزة في تاريخ النادي.
يرتدي هذا النادي اللون الأحمر والأبيض وهو زيهم التقليدي والمتعارف به في النادي.